# Südtondern-Kaserne
Die Südtondern-Kaserne ist eine Kaserne der Bundeswehr in Stadum (Schleswig-Holstein). Hauptnutzer ist seit 2013 das Bataillon Elektronische Kampfführung 911 (EloKaBtl 911) und daneben seit dem 1. April 2023 auch die Fernmeldeaufklärungszentrale Nord. Mit den Bundeswehr-Liegenschaften in Leck und Bramstedtlund bildet die Kaserne in Stadum einen Standort. Standortältester ist der Bataillonskommandeur des EloKaBtl 911, Fregattenkapitän René Brieskorn.

## Lage
Die Kaserne liegt im Kreis Nordfriesland an der Bundesstraße 199 westlich des Stadumer Stadtkerns und etwa 15 Kilometer südlich der dänischen Grenze.

## Geschichte
Mit dem Bau der ca. 40 Hektar großen  Kasernenanlage in Stadum wurde Anfang der 1960er Jahre begonnen. Die seit 1939 in Leck stationierten Militärverbände hatten bis dahin ihre Unterkünfte auf dem Gelände des Fliegerhorst Leck; dazu kamen 9 Unterkunftsbereiche in Leck und Umgebung. Von 1959 bis 1964 war das Flugplatzpersonal des Jagdgeschwaders 72 in der Kasernenanlage untergebracht. Im Jahr 1964 wurde das Aufklärungsgeschwader 52 von Eggebek auf den Fliegerhorst Leck verlegt und übernahm für Unterkunft und Logistik die Kaserne in Stadum.
In dieser Zeit war der Kommandeur der Fliegerhorstgruppe gleichzeitig auch Kasernenkommandant. Die Kommandeure von 1964 bis 1994 waren Major Weidemann sowie die Oberstleutnante Einicke, Kuhn, Bormann, Wall, Ellger, Beckmann, Backens, Gudehus, Werner und Heidenreich.
Am 8. Oktober 1966 erhielt die Kaserne den Namen General-Thomsen-Kaserne.
Während der Schneekatastrophe 1978/1979 wurden für Zivilpersonen Unterkünfte in der General-Thomsen-Kaserne zur Verfügung gestellt.
Nach der Außerdienststellung des AG 52 bezog von 2004 bis 2012 u. a. die Flugabwehrraketengruppe 25 die Kaserne, bis 2013 das Bataillon Elektronische Kampfführung 911 den Standort übernahm.
Am 15. Juli 2017 wurde die Kaserne von General-Thomsen-Kaserne in Südtondern-Kaserne umbenannt. Im gleichen Jahr wurde ein neues Stabsgebäude errichtet. 2018 war der technische Bereich im Bau, der Fahrzeug- und Instandsetzungshallen sowie eine Tankstelle umfasst. Dessen Fertigstellung schaffte die Voraussetzungen für den endgültigen Abzug der Bundeswehr vom Fliegerhorst Leck. Geplant sind des Weiteren der Neubau eines Sanitätsversorgungszentrums, eines Lehrsaalgebäudes und einer Sporthalle.

## Stationierung
Folgende Truppenteile und Dienststellen sind aktuell in der Kaserne stationiert:
- 1979: Ausbildungswerkstatt Luftwaffe Stadum
- 1994: Unterstützungspersonal Standortältester Leck
- 2013: Bataillon Elektronische Kampfführung 911
- 2019: Evangelisches Militärpfarramt Stadum
- 2023: Fernmeldeaufklärungszentrale Nord
  - Teile Bundeswehr-Dienstleistungszentrum Husum
  - Teile Berufsförderungsdienst Kiel
  - Sanitätsversorgungszentrum

Ehemals stationierte Truppenteile und Dienststellen:
- 1959 bis 1964: Jagdgeschwader 72
- 1964 bis 1994: Aufklärungsgeschwader 52
- 1985 bis 1989: Flugabwehrkanonenbatterie 252 (Geräteeinheit)
- 1985 bis 1989: Luftwaffenfeldersatzstaffel 4152 (Geräteeinheit)
- 1994 bis 2002: Flugabwehrraketengruppe 39
- 2003 bis 2004: Flugabwehrraketengruppe 11
- 2005 bis 2012: Flugabwehrraketengruppe 25